# Viviennea euricosilvai
Viviennea euricosilvai là một loài bướm đêm thuộc phân họ Arctiinae, họ Erebidae được Lauro Travassos and Lauro Pereira Travassos-Filho mô tả lần đầu năm 1954. Loài này có ở Brasil.